# Francorchamps
Francorchamps (en valón: Francortchamp) es una vieja comuna que ahora forma parte del municipio de Stavelot, una ciudad valona en la provincia belga de Lieja. Está situado a orillas del río Eau Rouge, un afluente del río Amblève.
La comuna se encuentra en el extremo septentrional del circuito de carreras al que da su nombre, el circuito de Spa-Francorchamps.